# متحف التراث في هونغ كونغ
متحف التراث في هونغ كونغ هو متحف للتاريخ والفن والثقافة في شا تين ، هونغ كونغ، ويقع بجانب نهر شينغ مون. افتتح المتحف في 16 ديسمبر 2000. تدار من قبل دائرة الخدمات الترفيهية والثقافية في حكومة هونغ كونغ. تم تصميم المعارض الستة الدائمة والمعارض المؤقتة الأصلية من قبل «شركة التصميم الرايخ + بيتش».
هذا المتحف هو أکبر المتاحف فی هونغ کونغ، ويمكن أن يستوعب ما يصل إلى 6000 زائر.

## المتاحف الفرعية
يدير هذا المتحف ثلاثة متاحف فرعية:
- متحف هونغ كونغ للسكك الحديدية (سوق تاي بو، منطقة تاي بو)
- متحف سام تونغ أوك (في قرية هاكا المسورة سابقًا، تسوين وان، منطقة تسوين وان)
- متحف شيونغ يو الشعبي (في قرية هاكا السابقة، شيونغ يو، منطقة ساي كونغ)

## المواصلات
يخدم المتحف العديد من خطوط الحافلات. يوجد أيضًا العديد من محطات مترو هونغ كونغ على مسافة قريبة:
- الخط الشرقي للسكك الحديدية: على بعد 15 دقيقة سيرًا على الأقدام من محطتي تاي واي أو شا تين.
- خط توين ما: 5 دقائق سيرا على الأقدام عبر النهر من محطة معبد تشي كونغ.

## معرض الصور

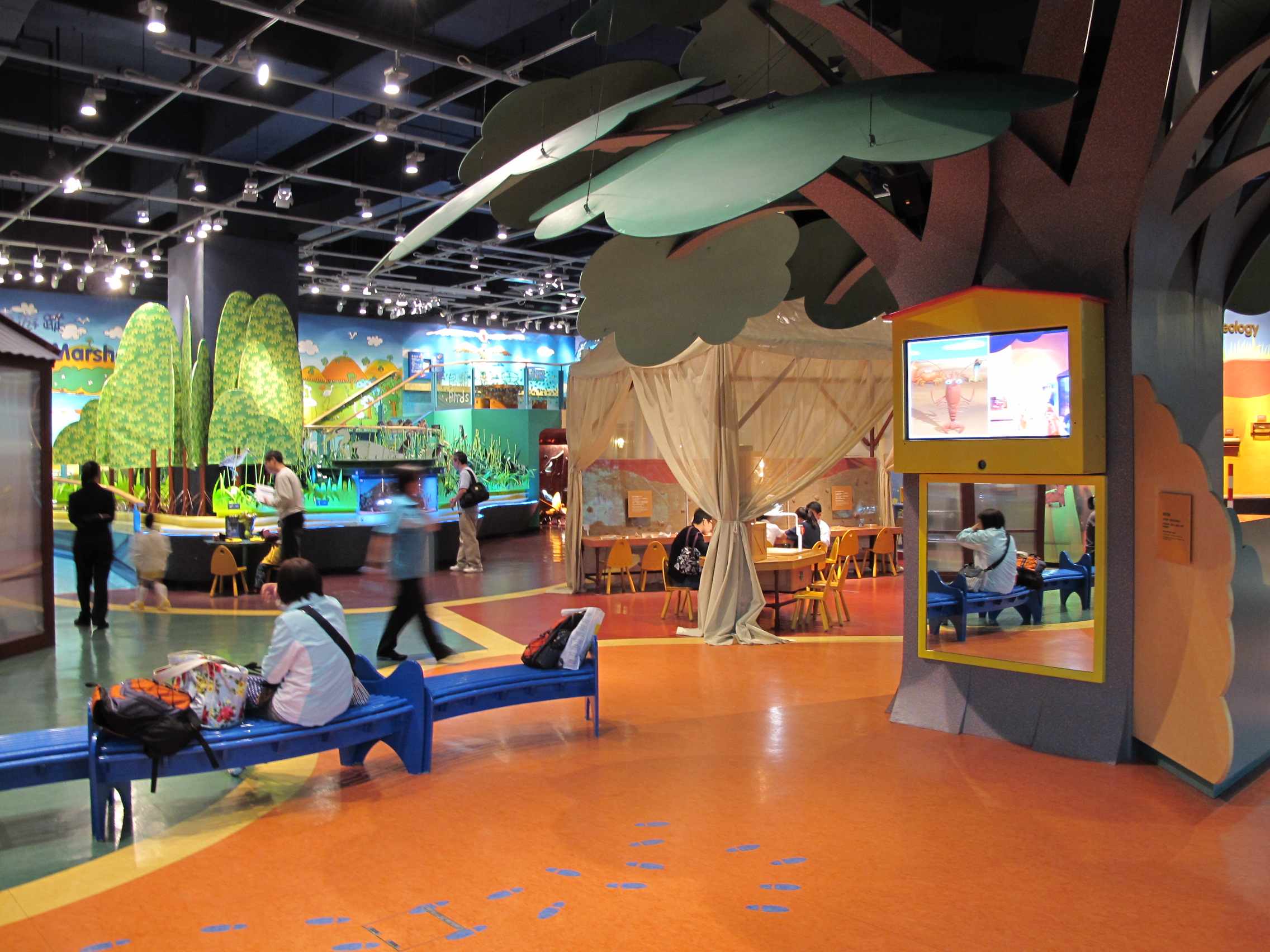
معرض اكتشاف الأطفال
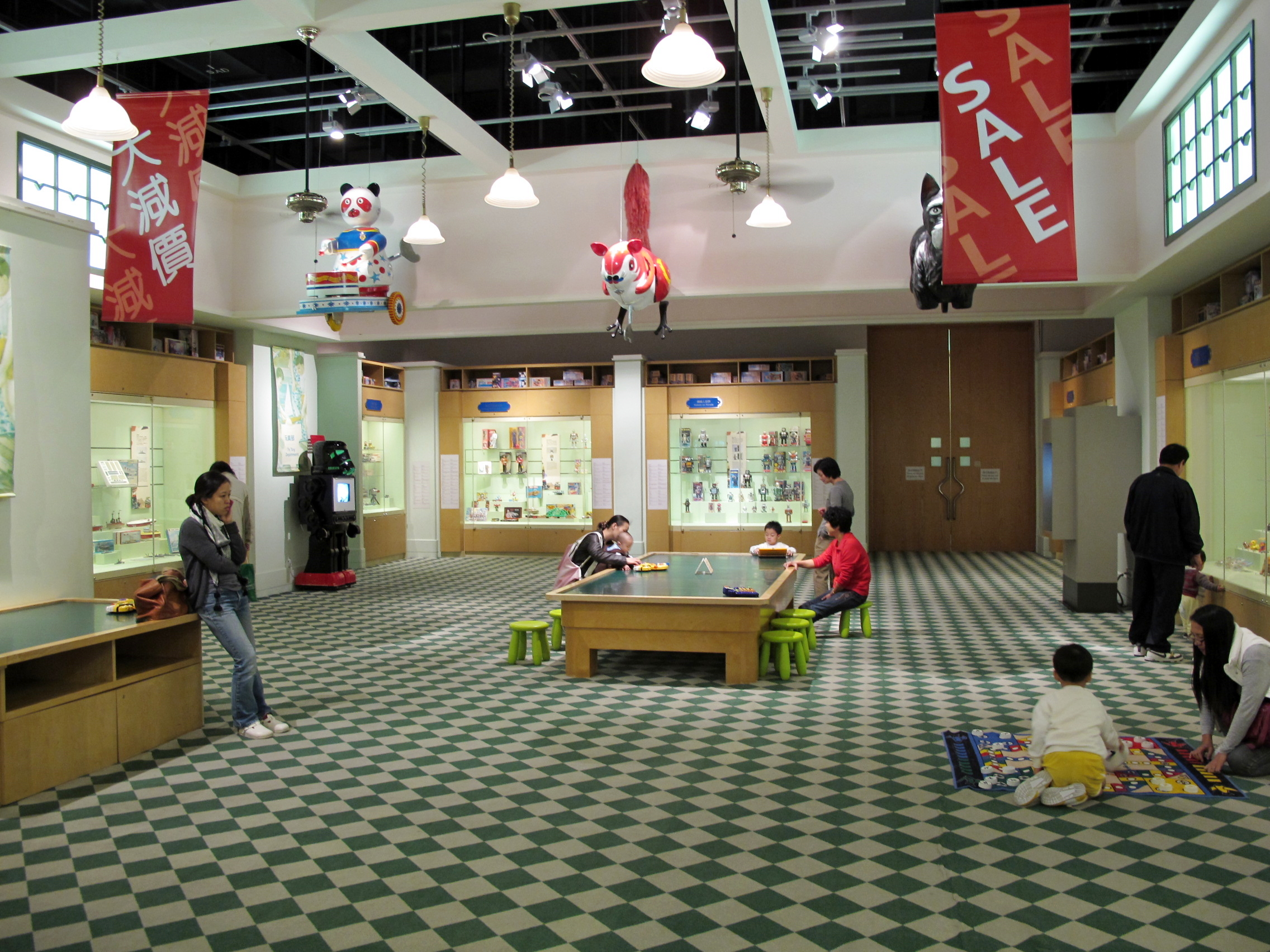
معرض الألعاب القديمة
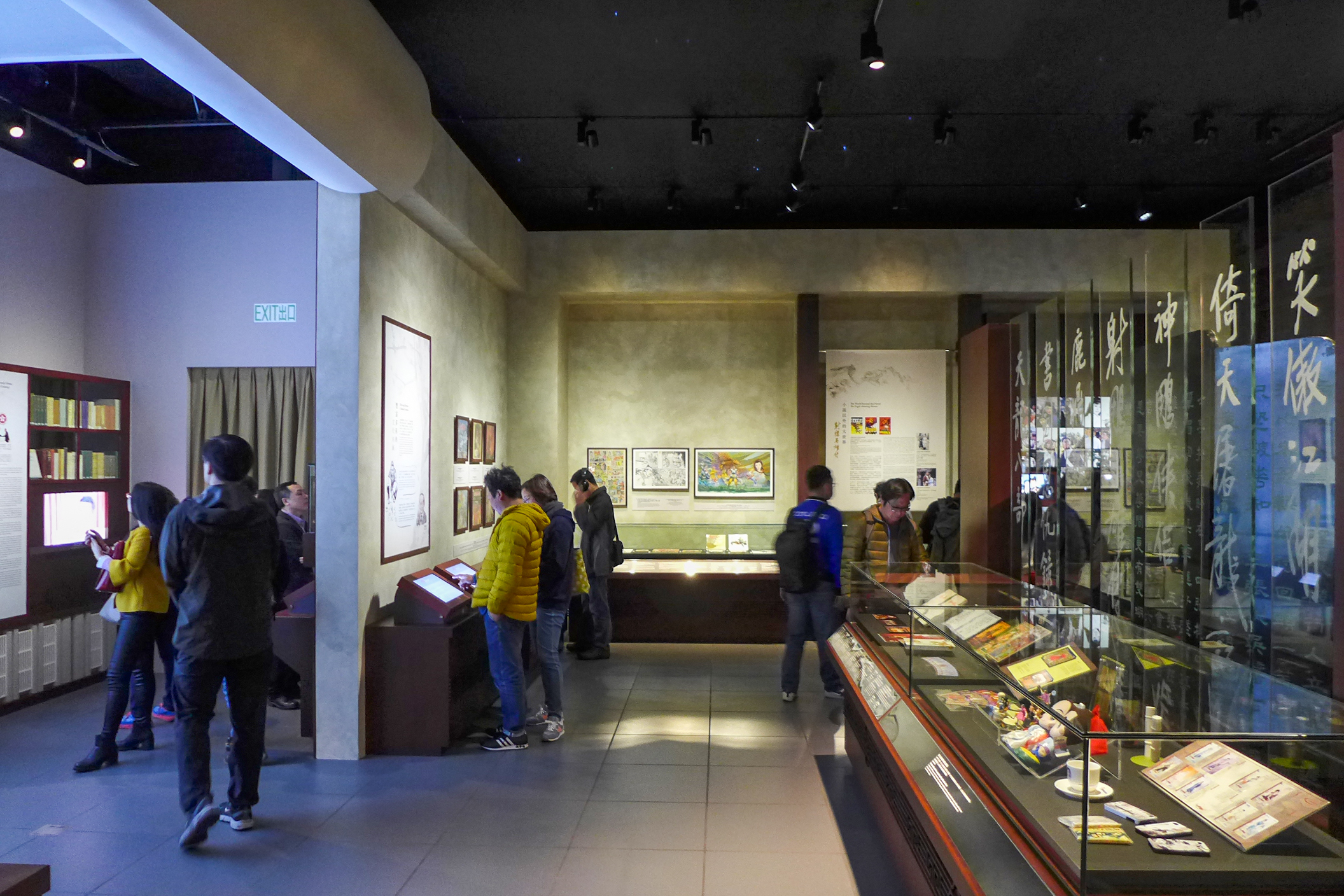
معرض جين يونغ
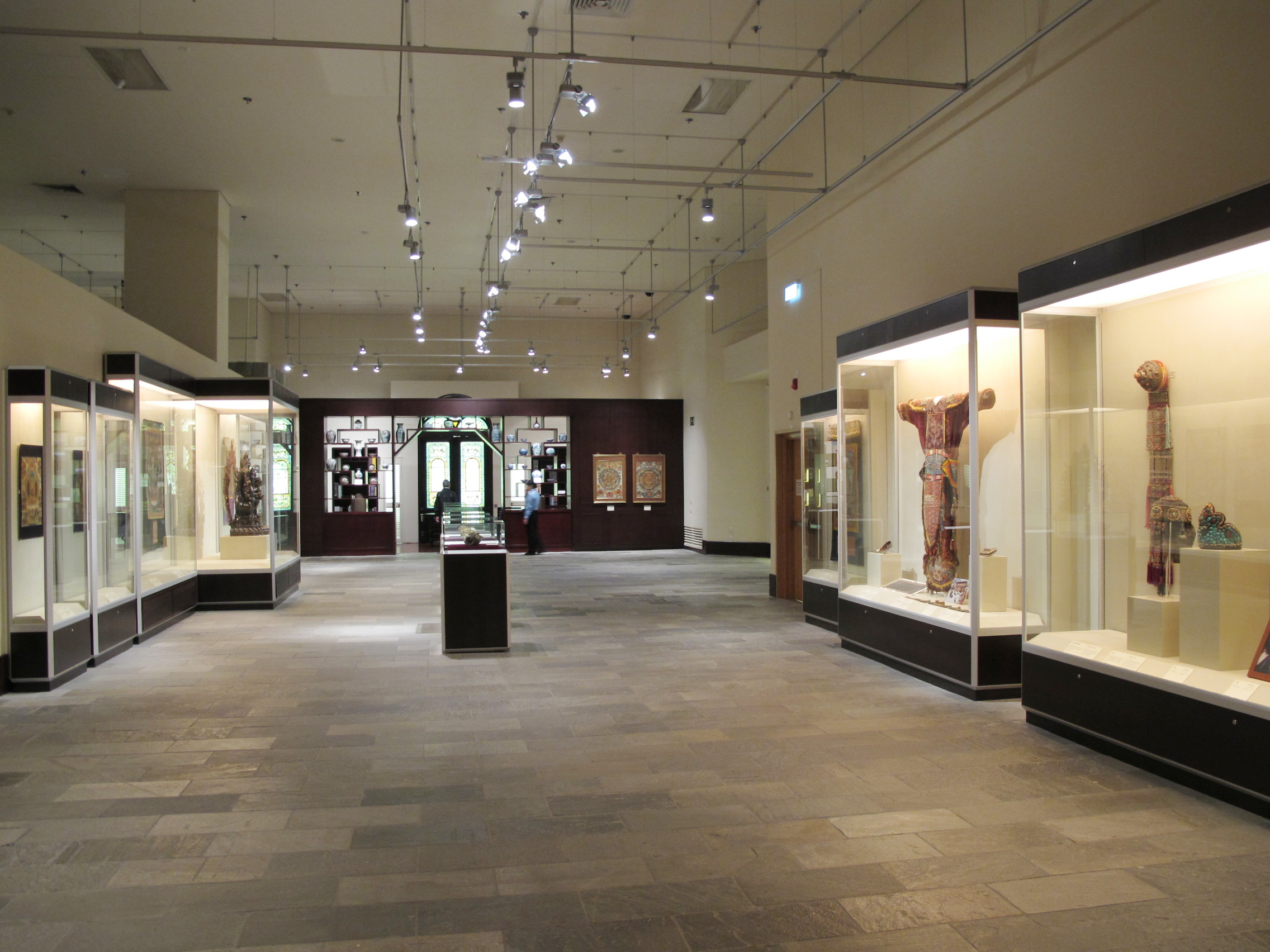
معرض TTTsui للفن الصيني
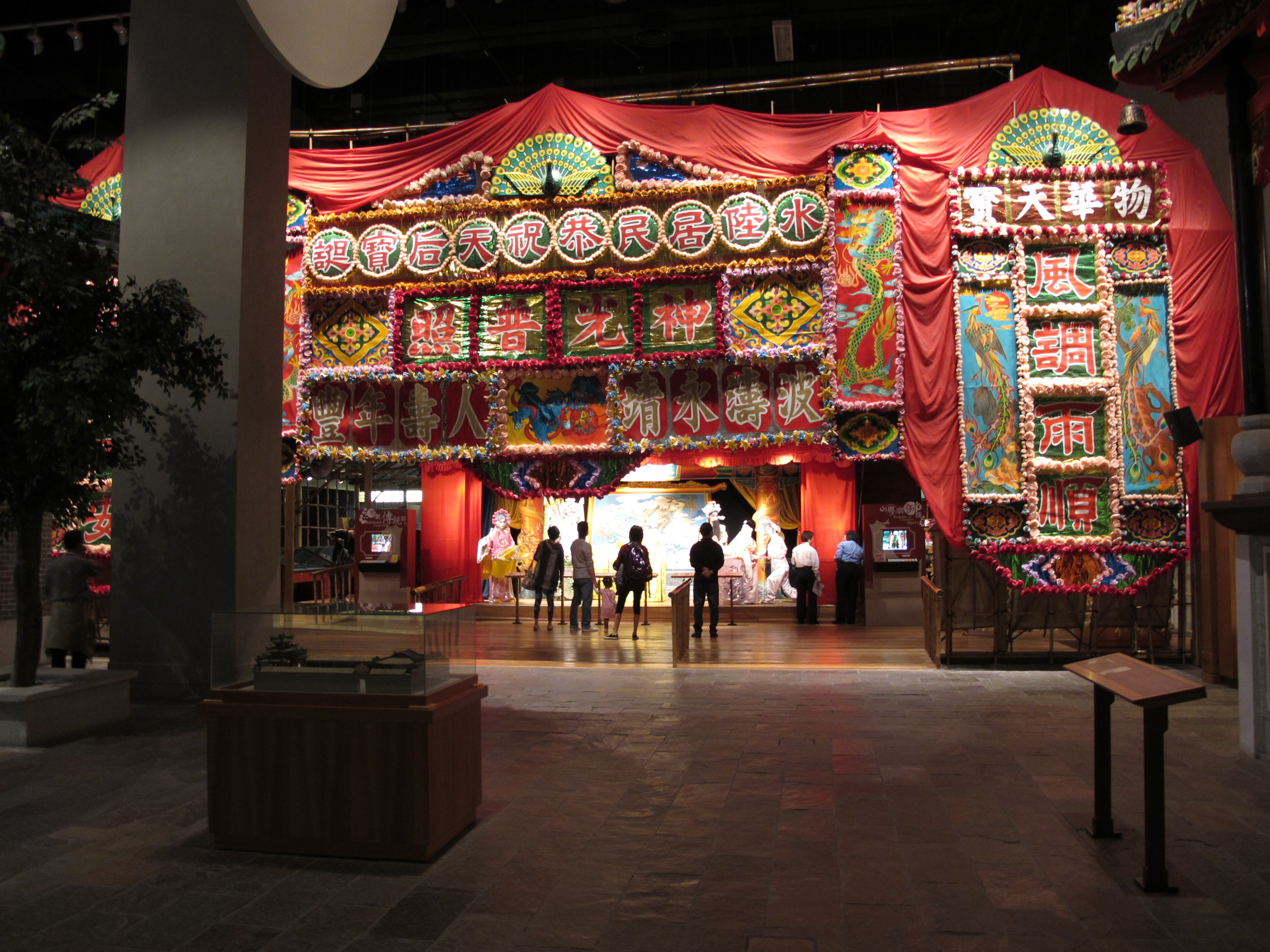
قاعة تراث الأوبرا الكانتونية
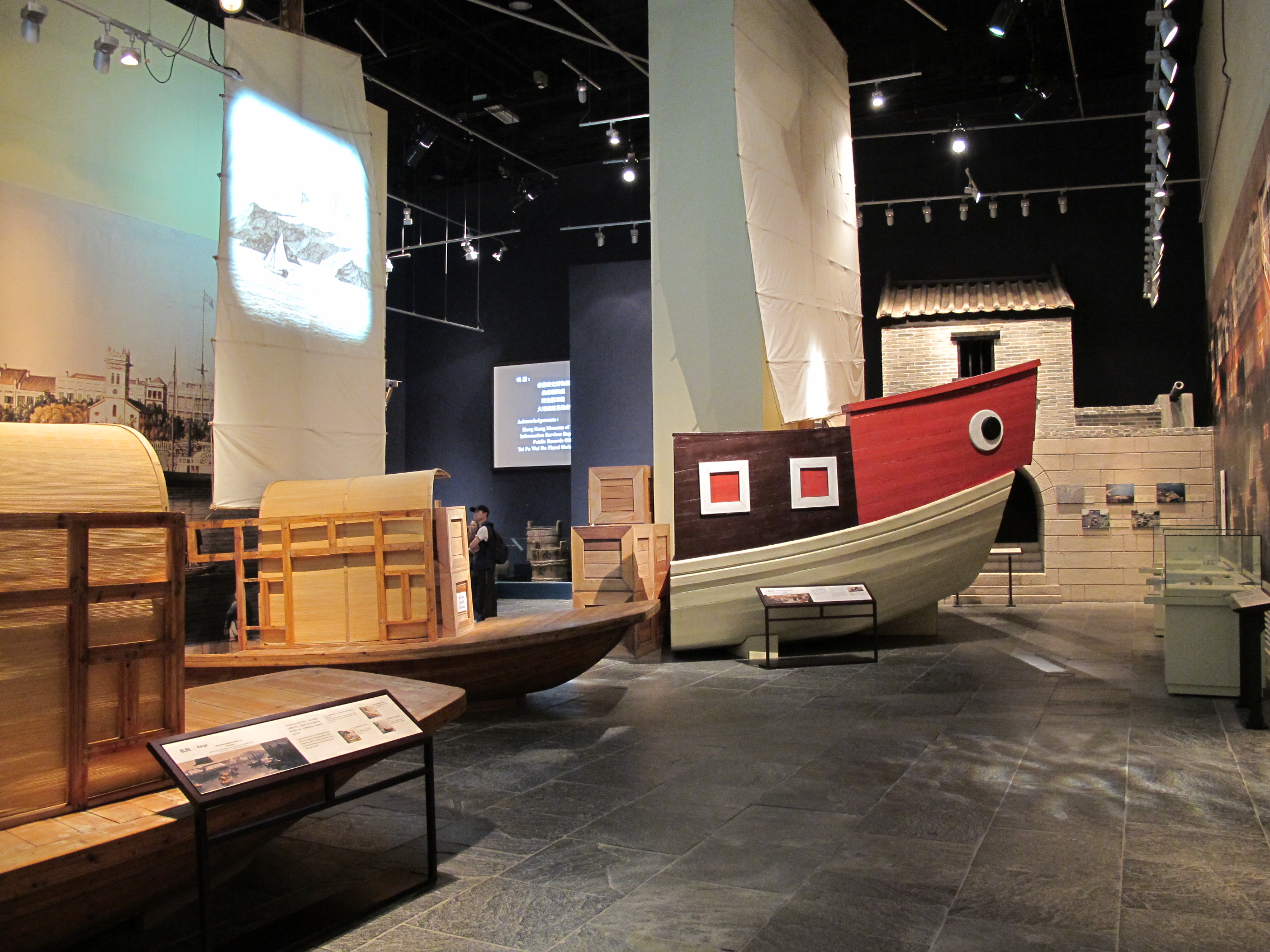
قاعة تراث الأقاليم الجديدة
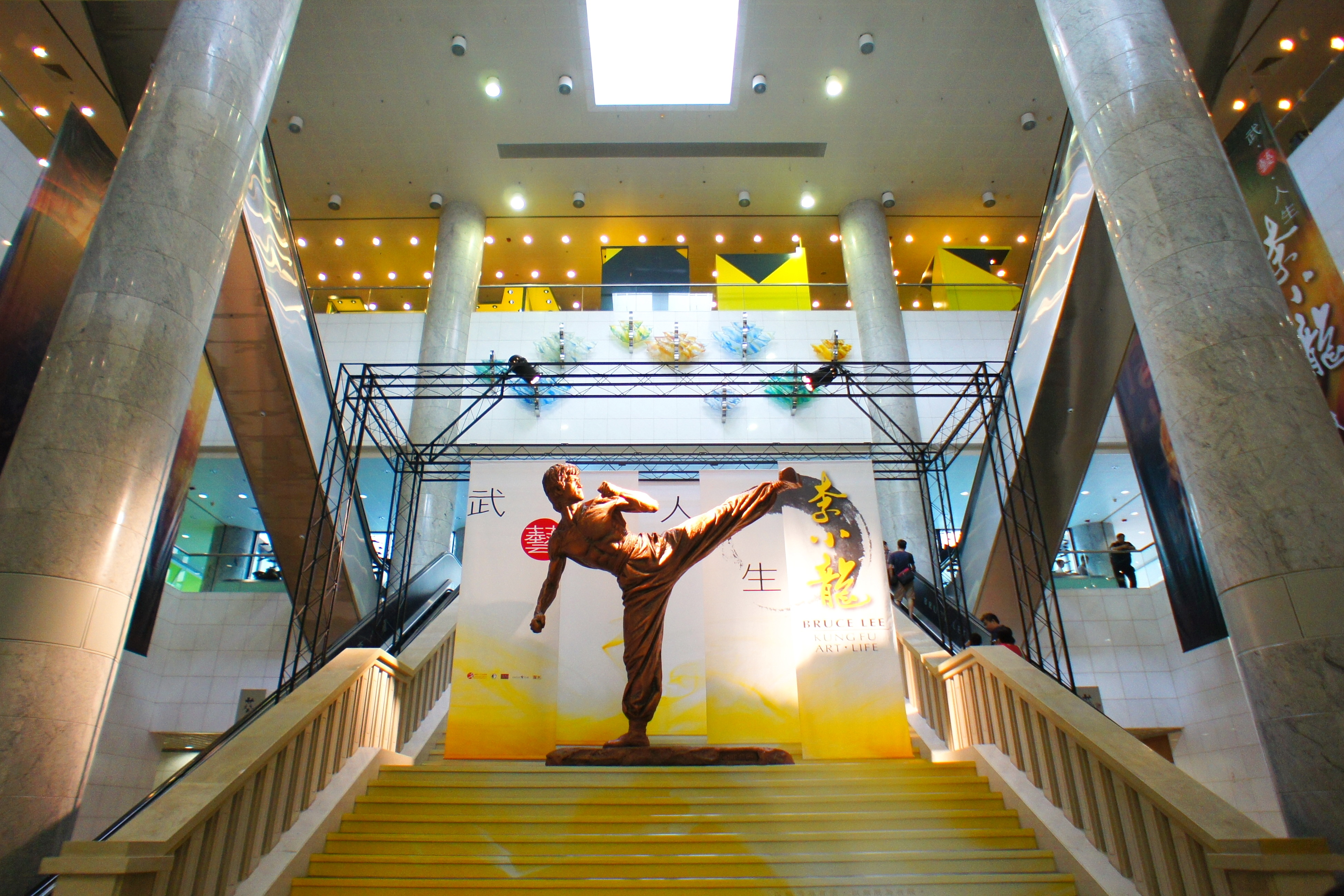
بروس لي، كونغ فو